# Болдырев, Владимир Вячеславович
Влади́мир Вячесла́вович Бо́лдырев (род. 8 апреля 1927, Томск) — советский и российский химик, один из основателей сибирской школы химиков-твердотельщиков, академик РАН (1991), директор Института химии твёрдого тела и механохимии СО РАН (1976—1998), профессор кафедры химии твёрдого тела Новосибирского государственного университета. Брат врача-педиатра, к.м.н. главного внештатного детского кардиолога Комитета по здравоохранения Санкт-Петербурга, доцента кафедры педиатрии № 3 Санкт-Петербургской педиатрической медицинской академии Рэма Вячеславовича Болдырева.

## Биография
- 1948 — окончил Томский государственный университет.
- 1949—1975 — работал в Томском университете, Томском политехническом институте, Институте химической кинетики и горения СО АН СССР.
- 1962 — защитил докторскую диссертацию.
- 1963 — по рекомендации академика Н. Н. Семёнова перешёл на работу в Институт химической кинетики и горения СО АН СССР, где организовал лабораторию кинетики химических реакций в твёрдой фазе.
- C 1964 — также профессор и член Учёного совета Новосибирского государственного университета.[1]
- 1975 — переведён в Институт физико-химических основ переработки минерального сырья СО АН СССР.
- 1976—1998 — директор Института физико-химических основ переработки минерального сырья СО АН СССР.
- С 1978 — ответственный редактор журнала «Известия Сибирского отделения АН СССР. Серия химических наук».
- 1988—1997 — президент Международной механохимической ассоциации при IUPAC.
- C 1991 — действительный член (академик) РАН по Секции химических и медико-биологических наук.
- 1992—1996 — президент Международного консультативного комитета по реакционной способности твердых веществ.
- C 1998 — советник РАН.
- 2002 — 21 марта провёл LVIII Менделеевские чтения по теме «Реакционная способность твёрдых веществ. Проблемы и перспективы».

Член бюро Европейской ассоциации по прикладной физической химии, иностранный член Японского общества порошковой технологии, член Американского химического общества и действительный член Российской академии естественных наук, член Национального комитета российских химиков (с 2000 года).
Лауреат Государственной премии РФ за цикл работ по механической активации оксидных и металлических систем (1993).
Награждён Благодарностью Президента Российской Федерации за заслуги в развитии отечественной науки, многолетнюю плодотворную деятельность и в связи с 300-летием со дня основания Российской академии наук
Женат, имеет двоих детей; увлекается фотографией.

## Научная деятельность
Основное направление научной деятельности — изучение реакционной способности твердых веществ с целью поиска способов управления химическими реакциями, проходящими в твердом состоянии. Показал связь между характером влияния разупорядочения в кристаллах на скорость химических реакций и особенностями механизма реакции, ввёл понятие локализации и автолокализации процесса, показал роль различных факторов в химических реакциях в твердом состоянии. Обнаружил явление обратной связи, позволившее наметить эффективные методы управления химическими реакциями в твердой фазе при известном механизме реакции, путём создания или, наоборот, уничтожения дефектов, варьированием способов получения твердого вещества и методов его предварительной обработки. Найденный подход позволил решить и обратную задачу: по тому, как влияют на реакционную способность твердого вещества отдельные виды дефектов в кристаллах, можно сделать выводы об особенностях механизма реакции.

## Публикации
- Библиография трудов В. В. Болдырева
- Библиография трудов В. В. Болдырева